# Sparta (Michigan)
Pour les articles homonymes, voir Sparta.
Sparta est un village du comté de Kent, dans l'État du Michigan, aux États-Unis. En 2020, il comptait une population de 4 244 habitants.